# Alfred Vilain XIIII
Alfred François Louis Vilain XIII (Brussel, 7 mei 1810 - aldaar, 23 februari 1886) was een Belgisch senator en burgemeester.

## Biografie

### Familie
Alfred Vilain XIIII was een telg uit de familie Vilain XIIII. Hij was een zoon van graaf Philippe Vilain XIIII (1778-1856), industrieel, burgemeester van Bazel, Gent en Rupelmonde, lid van de Tweede Kamer, lid van het Nationaal Congres en senator, en barones Sophie-Louise-Zoé de Feltz (1780-1853), hofdame van aartshertogin Marie Louise van Oostenrijk, keizerin der Fransen, en Louise Marie van Orléans, koningin van België. Hij was een broer van burggraaf Charles-Ghislain Vilain XIIII, lid van het Nationaal Congres, diplomaat, gouverneur van Oost-Vlaanderen, burgemeester van Leut, minister van Buitenlandse Zaken, voorzitter van de Kamer van volksvertegenwoordigers en minister van Staat.
Hij trouwde in 1835 in Scy met Laure d'Espiennes (1814-1881), dochter van graaf Joseph d'Espiennes, senator en burgemeester van Scy. Ze kregen vier kinderen, waaronder:
- Stanislas Vilain XIIII (1838-1926), burgemeester van Bazel, provincieraadslid van Oost-Vlaanderen en senator, trouwde in 1862 in Deurle met zijn nicht Marie-Thérèse de Kerchove de Denterghem (1838-1881), dochter van Prosper de Kerchove de Denterghem. Ze kregen een zoon en twee dochters, met afstammelingen tot heden.
- Alphonse Vilain XIIII (1844-1916), trouwde in 1873 met Georgina Gordon (1848-1876) en vervolgens in 1879 in Oostkamp met Alice de Bie de Westvoorde (1858-1930), dochter van Louis-Charles de Bie de Westvoorde, burgemeester van Oostkamp. Beide huwelijk bleven kinderloos.

Hij was een schoonbroer van jhr. Prosper de Kerchove de Denterghem, provincieraadslid van Oost-Vlaanderen en volksvertegenwoordiger, en graaf Adolphe du Bois d'Aische, burgemeester van Edegem en volksvertegenwoordiger.

### Loopbaan
Vilain XIII was burgemeester van Rupelmonde (1836-1850) en Bazel (1858-1886). Hij was ook provincieraadslid van Oost-Vlaanderen (1836-1863).
In 1863 werd hij verkozen tot katholiek senator voor het arrondissement Sint-Niklaas en vervulde dit mandaat tot aan zijn dood.
Hij was beheerder van de Société anonyme des Carrières de porphyre de Quenast en de Société du chemin de fer d'Anvers à Gand.
Jhr. Alfred Vilain XIIII verkreeg in 1871 de titel van burggraaf, voor hem en al zijn nakomelingen.